# Oberreißen
Oberreißen ist ein Ortsteil der Landgemeinde Ilmtal-Weinstraße im Nordosten des Landkreises Weimarer Land.

## Lage
Obereißen liegt nördlich von Apolda im fruchtbaren Thüringer Becken kurz vor Buttstädt. Die Buslinie 289 der PVG Weimarer Land verbindet den Ort mit Buttstädt bzw. Apolda.

## Geschichte
Am 5. Juni 1262 wurde der Ort erstmals urkundlich genannt. Der Ort entstand aus dem Zusammenschluss der Orte Crellwitz und Reißen, deren natürliche Grenze der Hohndorfer Bach war. Reißen besaß eine eigene Kirche, wogegen Crellwitz nur eine Kapelle besaß. Beide Orte hatten ihren eigenen Friedhof.
Oberreißen lag bis zu Beginn des 19. Jahrhunderts in einem südlichen Ausläufer des kursächsischen Amts Eckartsberga, der in das Herzogtum Sachsen-Weimar hineinragte. Er war nur über den zum Amt Wendelstein gehörigen Ort Willerstedt mit dem restlichen Thüringer Kreis des Kurfürstentums Sachsen verbunden. Durch die Auswirkungen des Wiener Kongresses kam Oberreißen mit weiteren südlichen Orten des Amts Eckartsberga im Jahr 1815 an das Großherzogtum Sachsen-Weimar-Eisenach und wurde 1817 dem Amt Buttstädt angegliedert, welches 1850 im Verwaltungsbezirk Apolda des Großherzogtums Sachsen-Weimar-Eisenach aufging. 1920 kam der Ort zum Land Thüringen.
Am 31. Dezember 2013 wurde Oberreißen in die neue Landgemeinde Ilmtal-Weinstraße eingegliedert.

## Sehenswürdigkeiten
An beiden Ortseingängen von Oberreißen befinden sich die markanten Bauten der Gemeinde. Im Süden steht die Dorfkirche Oberreißen, deren Turm im Jahre 1715 neu errichtet wurde und im Norden die ehemalige Windmühle, die um 1700 erbaut wurde und später durch Feuer zerstört wurde. 1822 erbaute man sie im Holländer–Stil neu.

## Persönlichkeiten

### Söhne und Töchter des Ortes
- Paul Bergmann (1881–1951), Politiker (SPD, USPD), Abgeordneter der Hamburgischen Bürgerschaft 1919–1928, Reichstagsabgeordneter 1928–1932

### Personen mit Bezug zum Ort
- Hugo Ganske (1869–1939), Schriftsteller, wirkte im Ort

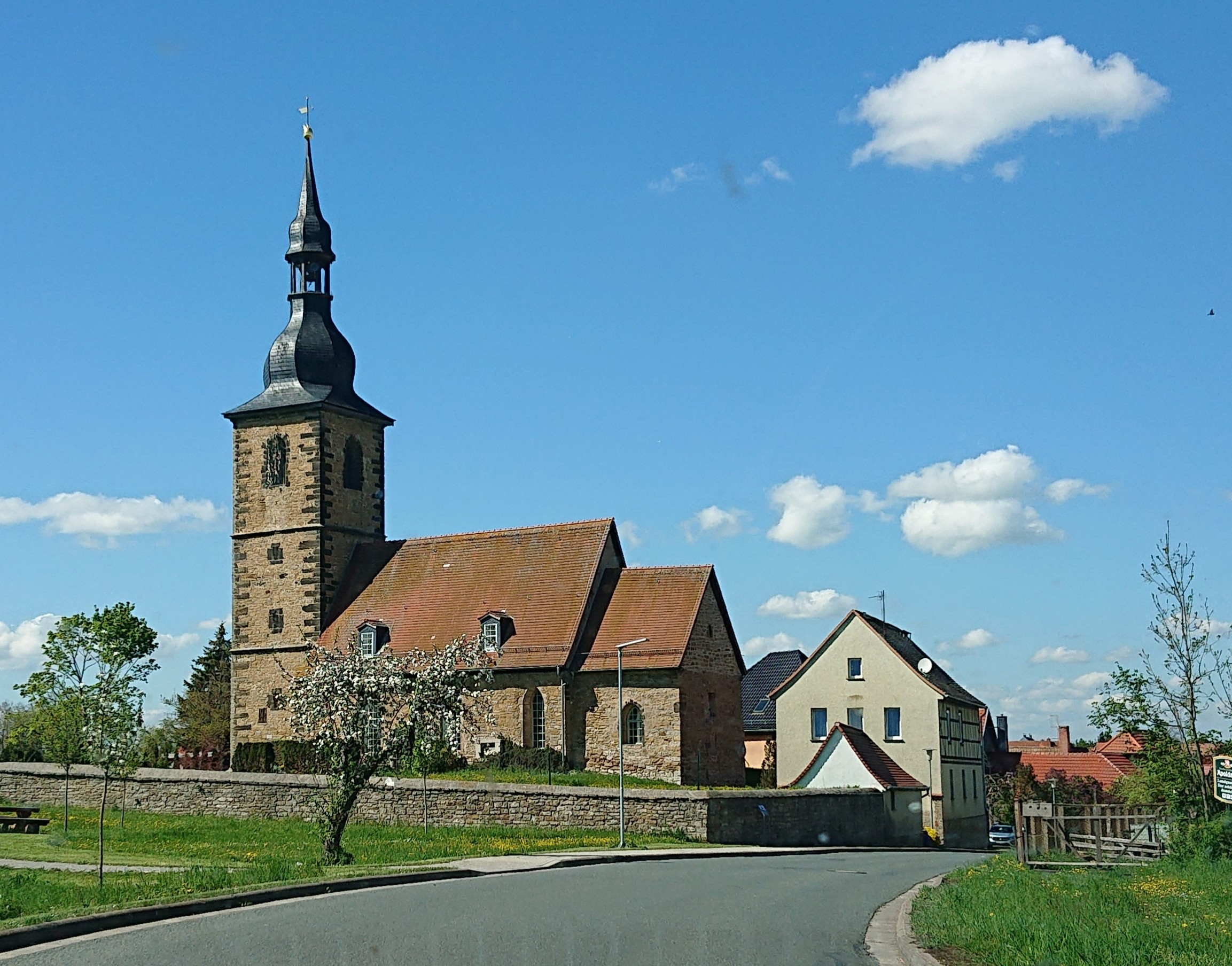
Kirche
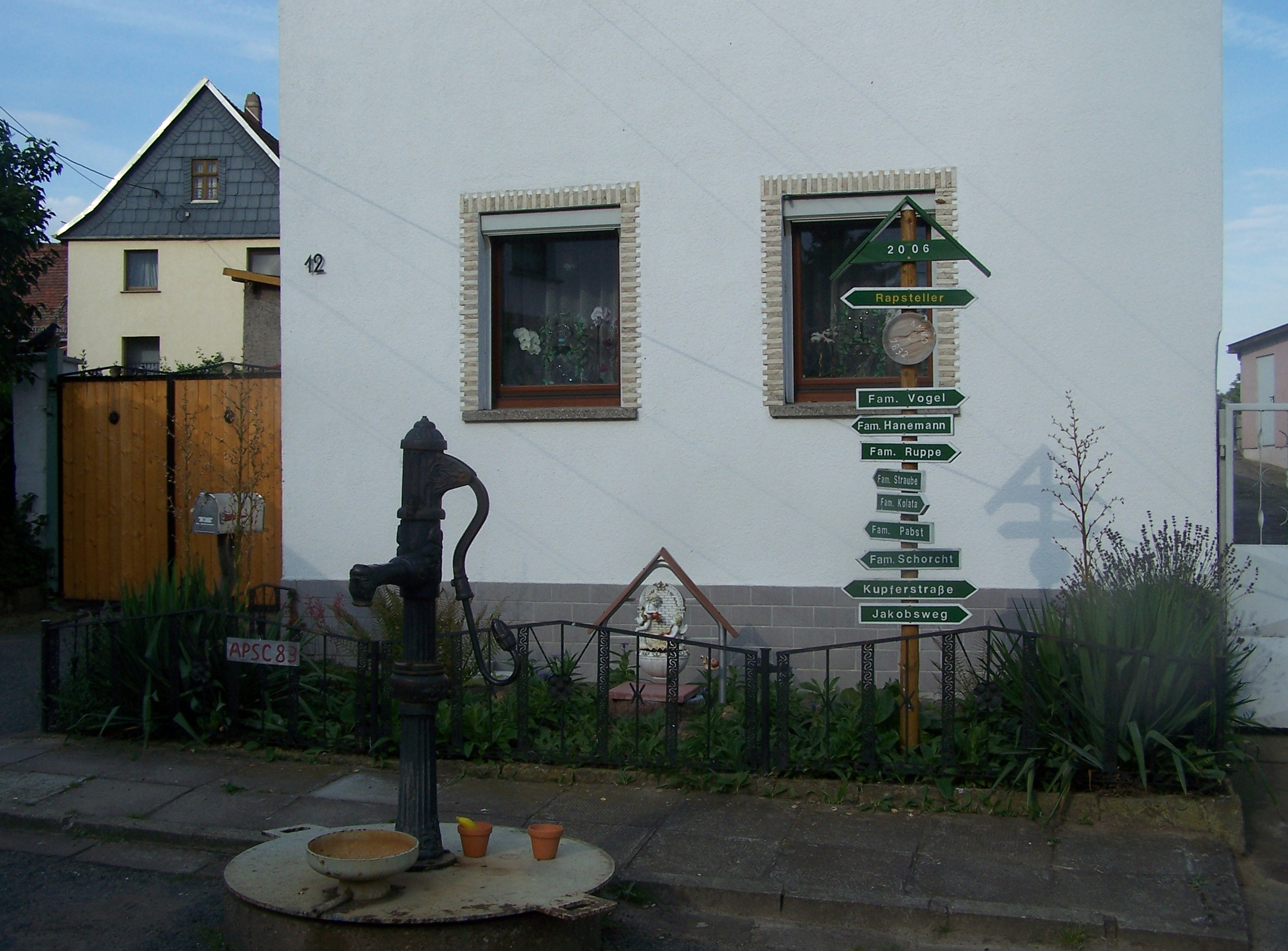
Dorfplatz
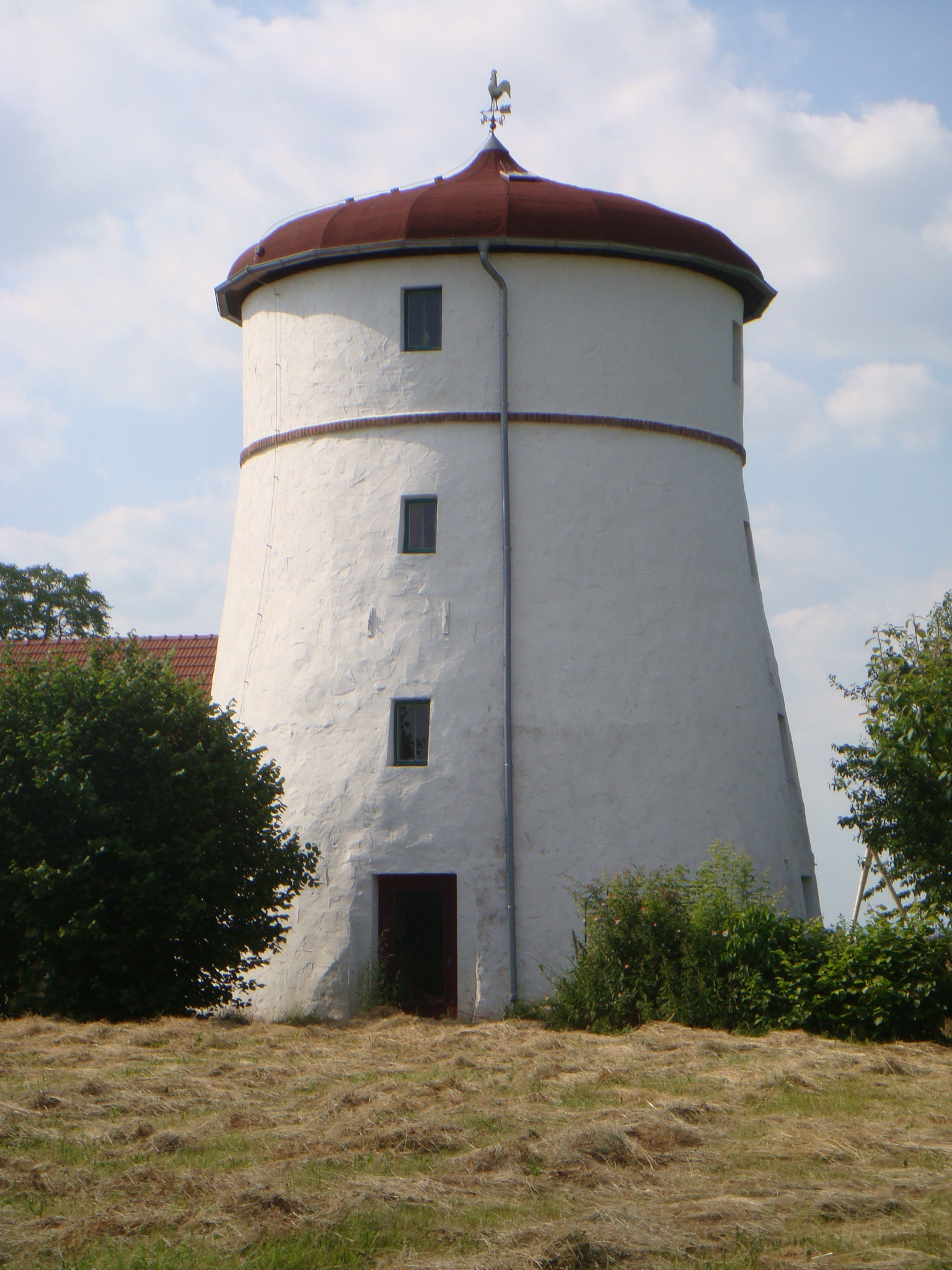
Mühle
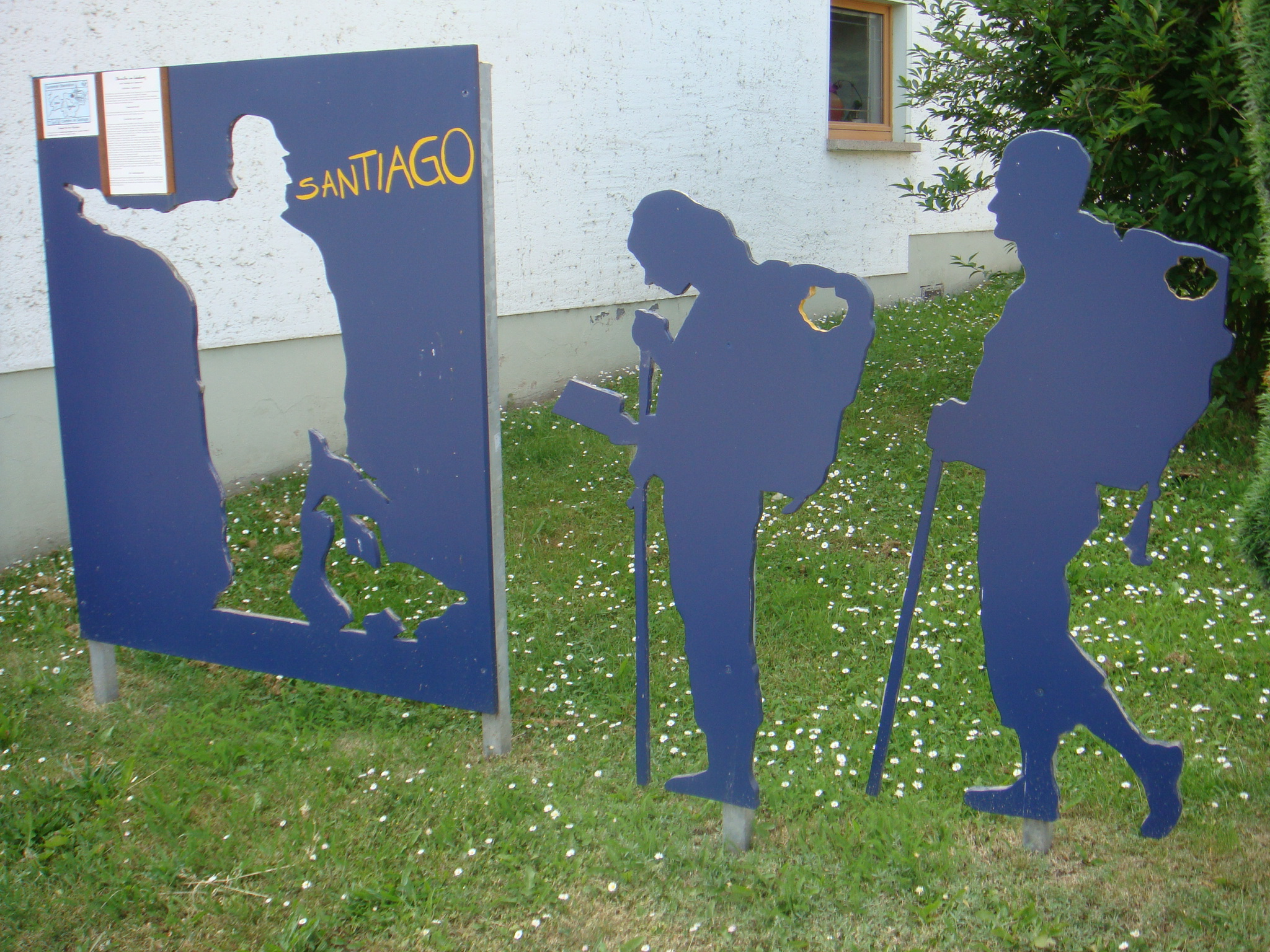
Stahlskulptur zum Jakobsweg